# Palaiargia ceyx
Palaiargia ceyx là một loài chuồn chuồn kim trong họ Coenagrionidae.
Palaiargia ceyx được Lieftinck miêu tả khoa học năm 1949.